# Сигеред (король Эссекса)
Сигеред (англ. Sigered) — король Эссекса (798—812).
Сын Сигерика, правителя Эссекса, в 798 году Сигеред сам взошёл на престол. В 812 году войско Мерсии напало на Эссекс и свергло Сигереда, который, однако, стал наместником в Лондоне. В 825 году Уэссекс напал на Эссекс и захватил его. Сигеред стал графом Эссекса, которым оставался до своей смерти. В 830 году графом Эссекса стал Сигерик, сын Сигереда.